# Fred Again
Fred Gibson, também conhecido como FRED e Fred again, é um cantor, compositor, produtor musical e multi-instrumentista britânico.